# 1496年
| 千纪： | 2千纪 |
| 世纪： | 14世纪 \| 15世纪 \| 16世纪                                                                                 |
| 年代： | 1460年代 \| 1470年代 \| 1480年代 \| 1490年代 \| 1500年代 \| 1510年代 \| 1520年代                           |
| 年份： | 1491年 \| 1492年 \| 1493年 \| 1494年 \| 1495年 \| 1496年 \| 1497年 \| 1498年 \| 1499年 \| 1500年 \| 1501年 |
| 纪年： | 丙辰年（龙年）；明弘治九年；越南洪德二十七年；日本明應五年                                                 |

## 大事记
- 馬克西米利安一世的兒子美男子菲利普迎娶卡斯蒂利亞王儲瘋女胡安娜，開創了西班牙哈布斯堡王朝。
- 1月3日－列奥纳多·达·芬奇试飞飞行器失败。
- 3月10日－探险家克里斯托弗·哥伦布第二次西半球航程结束，启航回西班牙。
- 英国船队抵达纽芬兰。
- 爪哇西北部建立亞齊蘇丹國。

## 出生
- 太原雪齋（1496年－1555年），日本戰國時期，今川家之臣。

## 逝世
- 日野富子（1440年－1496年6月30日），室町幕府八代將軍足利義政的正室。